# هوبير جاي تشارلز
هوبير جاي تشارلز (بالإنجليزية: Hubert J. Charles)‏ هو دبلوماسي دومينيكاوي، ولد في 23 أكتوبر 1948.